# Gnophos farsistana
Gnophos farsistana är en fjärilsart som beskrevs av Brandt 1941. Gnophos farsistana ingår i släktet Gnophos och familjen mätare. Inga underarter finns listade i Catalogue of Life.